# كريس ووكر
كريس ووكر (بالإنجليزية: Chris Walker)‏ (12 نوفمبر 1973 بلفاست المملكة المتحدة لبريطانيا العظمى وأيرلندا - ) هو لاعب كرة قدم بريطاني يلعب كمدافع.